# Oină
Oină je tradiční rumunský sport, podobný baseballu. Jméno sportu pochází z kumánského slova oyn, jež značí "hra". Jde o velmi starou tradici, první písemná zmínka pochází z roku 1782 a lze ji nalézt ve spisku lékaře Istvána Mátyuse, který zde vychvaluje pozitivní zdravotní účinky této hry. Roku In 1899 ministr školství Spiru Haret rozhodl, že se hra bude hrát v rámci tělesné výchovy na všech rumunských školách. V roce 1932 byla založena Rumunská federace oină (Federaţia Română de Oină). Hra se hraje na hřišti o velikosti 70 x 32 metrů. Soupeří spolu dva týmy, každý o jedenácti hráčích (tedy o dva více než v baseballu). Týmy mají velmi odlišné role v závislosti na tom, zda jsou na pálce nebo na odchytu. Pálka užívaná ve hře se rumunsky nazývá „bâtă“ a je o něco delší a užší než pálka baseballová nebo softballová. Odpaluje se míček o průměru 8 centimetrů vyrobený z kůže a naplněný koňskými, prasečími nebo hovězími chlupy. Hra trvá 30 minut. Velký rozdíl oproti baseballu je v tom, že i mužstvo bránící se odpalu může získat bod, když zasáhne útočícího protihráče. Nejvýznamnější soutěží je rumunské národní mistrovství. Oină se hraje také v sousedních zemích, kde existovala nebo stále existuje rumunská etnická menšina. Celostátní organizace ovšem zatím vznikla jen v Moldavsku. V případě úspěšného založení dalších národních federací se uvažuje o vzniku federace mezinárodní.